# Apostolsko potovanje na Bavarsko - 2006
Apostolsko potovanje na Bavarsko - 2006 (izvirno nemško Treffen mit den Vertretern aus dem Bereich der Wissenschaften - Ansprache) je teološko delo, ki ga je izdala Družina v sklopu zbirke Cerkveni dokumenti kot 114. cerkveni dokument (kratica CD 114).
Poglavitni del je sporno predavanje »Vera, razum in univerza: Spomini in razmišljanja« papeža Benedikt XVI. o veri in razumu, ki ga je imel 12. septembra 2006 na Univerzi v Regensburgu. Temu predavanju je priloženo še par odzivov, poznejše papeževe opombe,...